# Демократическа партия (Тайланд)
Вижте пояснителната страница за други значения на Демократическа партия.
Демократическата партия (на тайски: พรรคประชาธิปัตย์) е тайландска консервативнолиберална политическа партия. Тя е основана през 1946 година и е най-старата политическа партия в страната. Традиционно партията има голямо влияние в южните части на страната и столицата Банкок. От 2005 година неин лидер е Апхисит Ветчачива, който през 2008 година става министър-председател. На изборите през 2011 година Демократическата партия претърпява поражение от популистката партия За таи, оглавявана от Инглук Шинаватра, като остава на второ място и получава 162 от 500 места в Камарата на представителите.